# La Carlota (Argentina)
La Carlota é uma cidade que se encontra no sudeste da Província de Córdoba, Argentina.